# Seizième district congressionnel de l'État de New York
Le 16e district congressionnel de New York est un district représenté par le Démocrate Jamaal Bowman.
Le 16e district comprend une petite partie du nord du Bronx (en particulier le quartier de Wakefield) et la moitié sud du Comté de Westchester, y compris les villes de banlieue de White Plains, Mount Vernon, Yonkers, New Rochelle et Rye. Le district compte le pourcentage le plus élevé d'Américains jamaïcains, (9 %), parmi tous les districts congressionnels de New York, en raison de l'importante population caribéenne du nord du Bronx.
En 2008, la version précédente de cette circonscription donnait à Barack Obama sa plus grande marge de victoire parmi toutes les circonscriptions du Congrès, une marge de 90 % (95 à 5 %). La configuration actuelle du 16e district est fortement démocrate, bien qu'elle ne soit pas aussi majoritairement démocrate que les autres districts de la ville.

## Histoire
De 2003 à 2013, le district comprenait les quartiers de Bedford Park, East Tremont, Fordham, Hunts Point, Melrose, Highbridge, Morrisania, Mott Haven et University Heights. Le Yankee Stadium, l'Université Fordham et le zoo du Bronx étaient situés dans le district. Avant le redécoupage, le recensement de 2010 a révélé qu'environ 38 % des électeurs du 16e district de New York vivaient au niveau ou en dessous du seuil de pauvreté fédéral, le taux de pauvreté le plus élevé de tous les districts congressionnels du pays.[5] Ces quartiers ont été en grande partie réaffectés au 15e district après un redécoupage, tandis que l'actuel 16e comprend la majeure partie du territoire qui était auparavant le 17e district. Le 16e district actuel, tout en contenant toujours des zones pauvres, comme certains quartiers de Mount Vernon, contient également des zones riches, comme Scarsdale et Rye, ce qui se traduit par une démographie aux revenus plus mixtes.

## Historique de vote
| Année | Poste     | Résultats               |
| ----- | --------- | ----------------------- |
| 1992  | Président | Clinton 81,0 % – 15,0 % |
| 1996  | Président | Clinton 94,0 % – 4,0 %  |
| 2000  | Président | Gore 92,0 % – 5,0 %     |
| 2004  | Président | Kerry 89,0 % – 10,0 %   |
| 2008  | Président | Obama 95,0 % – 5,0 %    |
| 2012  | Président | Obama 73,0 % – 25,0 %   |
| 2016  | Président | Clinton 75,0 % – 22,0 % |
| 2020  | Président | Biden 75,0 % – 23,0 %   |

## Liste des Représentants du district
| Membre                          | Parti                            | Années                            | Congrès        | Histoire électorale | Zone géographique                                                 |
| ------------------------------- | -------------------------------- | --------------------------------- | -------------- | --- | ----------------------------------------------------------------- |
| District établit le 4 mars 1803 |                                  |                                   |                | |                                                                   |
| John Paterson (en)              | Républicain-Démocrate            | 4 mars 1803 - 3 mars 1805         | 8e             | Élu en 1802. Retrait. | 1803–1809                                                         |
| Uri Tracy (en)                  | Républicain-Démocrate            | 4 mars 1805 - 3 mars 1807         | 9e             | Réélu en 1804. Perd sa réélection. | 1803–1809                                                         |
| Reuben Humphrey (en)            | Républicain-Démocrate            | 4 mars 1807 - 3 mars 1809         | 10e            | Élu en 1806. | 1803–1809                                                         |
| District inutilisé              | District inutilisé               | 4 mars 1809 - 3 mars 1813         | 11e , 12e      | |                                                                   |
| Morris S. Miller (en)           | Fédéraliste                      | 4 mars 1813 - 3 mars 1815         | 13e            | Élu en 1812. | 1813–1823 Comté d'Oneida et la partie ex-Oneida du Comté d'Oswego |
| Thomas R. Gold (en)             | Fédéraliste                      | 4 mars 1815 - 3 mars 1817         | 14e            | Élu en 1814. | 1813–1823 Comté d'Oneida et la partie ex-Oneida du Comté d'Oswego |
| Henry R. Storrs (en)            | Fédéraliste                      | 4 mars 1817 - 3 mars 1821         | 15e , 16e      | Élu en 1816. Réélu en 1818. Perd sa renomination. | 1813–1823 Comté d'Oneida et la partie ex-Oneida du Comté d'Oswego |
| Vacant                          | Vacant                           | 4 mars 1821 - 3 décembre 1821     | 17e            | Les élections ont eu lieu en avril 1821. Il n'est pas clair à quel moment les résultats ont été annoncés. | 1813–1823 Comté d'Oneida et la partie ex-Oneida du Comté d'Oswego |
| Joseph Kirkland (en)            | Fédéraliste                      | 3 décembre 1821 - 3 mars 1823     | 17e            | Élu en 1821. | 1813–1823 Comté d'Oneida et la partie ex-Oneida du Comté d'Oswego |
| John W. Cady (en)               | Adams-Clay Républicain-Démocrate | 4 mars 1823 - 3 mars 1825         | 18e            | Élu en 1822. | 1823–1833 Comté de Montgomery                                     |
| Henry Markell (en)              | Anti-Jacksonien                  | 4 mars 1825 - 3 mars 1829         | 19e , 20e      | Élu en 1824. Réélu en 1826. | 1823–1833 Comté de Montgomery                                     |
| Benedict Arnold                 | Anti-Jacksonien                  | 4 mars 1829 - 3 mars 1831         | 21e            | Élu en 1828. | 1823–1833 Comté de Montgomery                                     |
| Nathan Soule (en)               | Jacksonien (en)                  | 4 mars 1831 - 3 mars 1833         | 22e            | Élu en 1830. | 1823–1833 Comté de Montgomery                                     |
| Abijah Mann Jr. (en)            | Jacksonien (en)                  | 4 mars 1833 - 3 mars 1837         | 23e , 24e      | Élu en 1832. Réélu en 1834. | 1833–1843                                                         |
| Arphaxed Loomis (en)            | Démocrate                        | 4 mars 1837 - 3 mars 1839         | 25e            | Élu en 1836. | 1833–1843                                                         |
| Andrew W. Doig (en)             | Démocrate                        | 4 mars 1839 - 3 mars 1843         | 26e , 27e      | Élu en 1838. Réélu en 1840. | 1833–1843                                                         |
| Chesselden Ellis (en)           | Démocrate                        | 4 mars 1843 - 3 mars 1845         | 28e            | Élu en 1842. | 1843–1853                                                         |
| Hugh White (en)                 | Whig                             | 4 mars 1845 - 3 mars 1851         | 29e - 31e      | Élu en 1844. Réélu en 1846. Réélu en 1848. | 1843–1853                                                         |
| John Wells (en)                 | Whig                             | 4 mars 1851 - 3 mars 1853         | 32e            | Élu en 1850. | 1843–1853                                                         |
| George A. Simmons (en)          | Whig                             | 4 mars 1853 - 3 mars 1855         | 33e , 34e      | Élu en 1852. | 1853–1863                                                         |
| George A. Simmons (en)          | Opposition Party (en)            | 4 mars 1855 - 30 mai 1857         | 33e , 34e      | Réélu en 1854. | 1853–1863                                                         |
| George W. Palmer (en)           | Républicain                      | 4 mars 1857 - 3 mars 1861         | 35e , 36e      | Élu en 1856. Réélu en 1858. | 1853–1863                                                         |
| William A. Wheeler              | Républicain                      | 4 mars 1861 - 3 mars 1863         | 37e            | Élu en 1860. | 1853–1863                                                         |
| Orlando Kellogg (en)            | Républicain                      | 4 mars 1863 - 24 août 1865        | 38e , 39e      | Élu en 1862. Réélu en 1864. Décès. | 1863–1873                                                         |
| Vacant                          | Vacant                           | 24 août 1865 - 3 décembre 1866    | 39e            | | 1863–1873                                                         |
| Robert S. Hale (en)             | Républicain                      | 3 décembre 1866 - 3 mars 1867     | 39e            | Élu pour terminer le mandat de Kellogg. | 1863–1873                                                         |
| Orange Ferriss (en)             | Républicain                      | 4 mars 1867 - 3 mars 1871         | 40e , 41e      | Élu en 1866. Réélu en 1868. | 1863–1873                                                         |
| John Rogers (en)                | Démocrate                        | 4 mars 1871 - 3 mars 1873         | 42e            | Élu en 1870. | 1863–1873                                                         |
| James S. Smart (en)             | Républicain                      | 4 mars 1873 - 3 mars 1875         | 43e            | Élu en 1872. | 1873–1883                                                         |
| Charles H. Adams (en)           | Républicain                      | 4 mars 1875 - 3 mars 1877         | 44e            | Élu en 1874. | 1873–1883                                                         |
| Terence J. Quinn (en)           | Démocrate                        | 4 mars 1877 - 3 juin 1878         | 45e            | Élu en 1876. Décès. | 1873–1883                                                         |
| Vacant                          | Vacant                           | 18 juin 1878 - 5 novembre 1878    | 45e            | | 1873–1883                                                         |
| John Mosher Bailey (en)         | Républicain                      | 5 novembre 1878 - 3 mars 1881     | 45e , 46e      | Élu pour terminer le mandat de Quinn. Également élu le même jour en 1878 pour un mandat suivant. | 1873–1883                                                         |
| Michael N. Nolan (en)           | Démocrate                        | 4 mars 1881 - 3 mars 1883         | 47e            | Élu en 1880. | 1873–1883                                                         |
| Thomas J. Van Alstyne (en)      | Démocrate                        | 4 mars 1883 - 3 mars 1885         | 48e            | Élu en 1882. | 1883–1893                                                         |
| John H. Ketcham                 | Républicain                      | 4 mars 1885 - 3 mars 1893         | 49e - 52e      | Redécoupage depuis le 13e district et réélu en 1884. Réélu en 1886. Réélu en 1888. Réélu en 1890. | 1883–1893                                                         |
| William Ryan (en)               | Démocrate                        | 4 mars 1893 - 3 mars 1895         | 53e            | Élu en 1892. | 1893–1903                                                         |
| Benjamin L. Fairchild (en)      | Républicain                      | 4 mars 1895 - 3 mars 1897         | 54e            | Élu en 1894. | 1893–1903                                                         |
| William L. Ward (en)            | Républicain                      | 4 mars 1897 - 3 mars 1899         | 55e            | Élu en 1896. | 1893–1903                                                         |
| John Q. Underhill (en)          | Démocrate                        | 4 mars 1899 - 3 mars 1901         | 56e            | Élu en 1898. | 1893–1903                                                         |
| Cornelius A. Pugsley (en)       | Démocrate                        | 4 mars 1901 - 3 mars 1903         | 57e            | Élu en 1900. | 1893–1903                                                         |
| Jacob Ruppert (en)              | Démocrate                        | 4 mars 1903 - 3 mars 1907         | 58e , 59e      | Redécoupage depuis le 15e district et réélu en 1902. Réélu en 1904. | 1903–1913                                                         |
| Francis B. Harrison             | Démocrate                        | 4 mars 1907 - 3 mars 1913         | 60e - 62e      | Élu en 1906. Réélu en 1908. Réélu en 1910. Redécoupage vers le 20e district. | 1903–1913                                                         |
| Peter J. Dooling (en)           | Démocrate                        | 4 mars 1913 - 3 mars 1919         | 63e - 65e      | Élu en 1912. Réélu en 1914. Réélu en 1916. Redécoupage vers le 15e district. | 1913–1933                                                         |
| Thomas F. Smith (en)            | Démocrate                        | 4 mars 1919 - 3 mars 1921         | 66e            | Redécoupage depuis le 15e district et réélu en 1918. | 1913–1933                                                         |
| William Bourke Cockran          | Démocrate                        | 4 mars 1921 - 1er mars 1923       | 66e            | Élu en 1920. Réélu en 1922 mais décède avant le début de son prochain mandat. | 1913–1933                                                         |
| Vacant                          | Vacant                           | 1er mars 1923 - 6 novembre 1923   | 67e , 68e      | | 1913–1933                                                         |
| John J. O'Connor (en)           | Démocrate                        | 6 novembre 1923 - 24 octobre 1938 | 68e - 75e      | Élu pour terminer le mandat de Cockran. Réélu en 1924. Réélu en 1926. Réélu en 1928. Réélu en 1930. Réélu en 1932. Réélu en 1934. Réélu en 1936. Perd sa renomination et change de parti.                                     | 1913–1933                                                         |
| John J. O'Connor (en)           | Républicain                      | 24 octobre 1938 - 3 janvier 1939  | 68e - 75e      | Perd sa réélection. | 1933–1943                                                         |
| James H. Fay (en)               | Démocrate                        | 3 janvier 1939 - 3 janvier 1941   | 76e            | Élu en 1938. | 1933–1943                                                         |
| William T. Pheiffer (en)        | Républicain                      | 3 janvier 1941 - 3 janvier 1943   | 77e            | Élu en 1940. | 1933–1943                                                         |
| James H. Fay (en)               | Démocrate                        | 3 janvier 1943 - 3 janvier 1945   | 78e            | Élu en 1942. | 1943–1953                                                         |
| Ellsworth B. Buck (en)          | Républicain                      | 3 janvier 1945 - 3 janvier 1949   | 79e , 80e      | Redécoupage depuis le 11e district et réélu en 1944. Réélu en 1946. | 1943–1953                                                         |
| James J. Murphy (en)            | Démocrate                        | 3 janvier 1949 - 3 janvier 1953   | 81e , 82e      | Élu en 1948. Réélu en 1950. | 1943–1953                                                         |
| Adam Clayton Powell Jr.         | Démocrate                        | 3 janvier 1953 - 3 janvier 1963   | 83e - 87e      | Redécoupage depuis le 22e district et réélu en 1952. Réélu en 1954. Réélu en 1956. Réélu en 1958. Réélu en 1960. Redécoupage vers le 18e district.                                                                            | 1953–1963                                                         |
| John M. Murphy (en)             | Démocrate                        | 3 janvier 1963 - 3 janvier 1973   | 88e - 92e      | Élu en 1962. Réélu en 1964. Réélu en 1966. Réélu en 1968. Réélu en 1970. Redécoupage depuis le 17e district. | 1963–1973                                                         |
| Elizabeth Holtzman              | Démocrate                        | 3 janvier 1973 - 3 janvier 1981   | 93e - 96e      | Élue en 1972. Réélue en 1974. Réélue en 1976. Réélue en 1978. Retrait pour se présenter comme Sénatrice des États-Unis. | 1973–1983                                                         |
| Chuck Schumer                   | Démocrate                        | 3 janvier 1981 - 3 janvier 1983   | 97e            | Élu en 1980. Redécoupage vers le 10e district. | 1973–1983                                                         |
| Charles Rangel                  | Démocrate                        | 3 janvier 1983 - 3 janvier 1993   | 98e - 102e     | Redécoupage depuis le 19e district et réélu en 1982. Réélu en 1984. Réélu en 1986. Réélu en 1988. Réélu en 1990. Redécoupage vers le 15e district.                                                                            | 1983–1993                                                         |
| José E. Serrano                 | Démocrate                        | 3 janvier 1993 - 3 janvier 2013   | 103e - 112e    | Redécoupage depuis le 18e district et réélu en 1992. Réélu en 1994. Réélu en 1996. Réélu en 1998. Réélu en 2000. Réélu en 2002. Réélu en 2004. Réélu en 2006. Réélu en 2008. Réélu en 2010. Redécoupage vers le 15e district. | 1993–2003                                                         |
| José E. Serrano                 | Démocrate                        | 3 janvier 1993 - 3 janvier 2013   | 103e - 112e    | Redécoupage depuis le 18e district et réélu en 1992. Réélu en 1994. Réélu en 1996. Réélu en 1998. Réélu en 2000. Réélu en 2002. Réélu en 2004. Réélu en 2006. Réélu en 2008. Réélu en 2010. Redécoupage vers le 15e district. | 2003–2013 Parties du Bronx et du Queens                           |
| Eliot Engel                     | Démocrate                        | 3 janvier 2013 - 3 janvier 2021   | 113e - 116e    | Redécoupage depuis le 17e district et réélu en 2012. Réélu en 2014. Réélu en 2016. Réélu en 2018. Perd sa renomination. | 2013–2023 Partie du Bronx et Comté de Westchester                 |
| Jamaal Bowman                   | Démocrate                        | 3 janvier 2021 - Présent          | 117e - Présent | Élu en 2020. Réélu en 2022. Perd sa renomination. | 2013–2023 Partie du Bronx et Comté de Westchester                 |
| Jamaal Bowman                   | Démocrate                        | 3 janvier 2021 - Présent          | 117e - Présent | Élu en 2020. Réélu en 2022. Perd sa renomination. | 2023–2025 Partie du Bronx et Comté de Westchester                 |

## Résultats des récentes élections
Voici les résultats des dix précédents cycles électoraux dans le district.

### 2004
| Élection de 2004 du 16e district congressionnel de New York | Élection de 2004 du 16e district congressionnel de New York | Élection de 2004 du 16e district congressionnel de New York | Élection de 2004 du 16e district congressionnel de New York | Élection de 2004 du 16e district congressionnel de New York |
| ----------------------------------------------------------- | ----------------------------------------------------------- | ----------------------------------------------------------- | ----------------------------------------------------------- | ----------------------------------------------------------- |
| Parti                                                       | Parti                                                       | Candidat                                                    | Votes                                                       | %                                                           |
|                                                             | Démocrate                                                   | José E. Serrano (sortant)                                   | 111 638                                                     | 95,2                                                        |
|                                                             | Républicain                                                 | Ali Mohamed                                                 | 5 610                                                       | 4,8                                                         |
| Total des votes                                             | Total des votes                                             | Total des votes                                             | 117 248                                                     | 100 %                                                       |
|                                                             | Les Démocrates conservent                                   |                                                             |                                                             |                                                             |

### 2006
| Élection de 2006 du 16e district congressionnel de New York | Élection de 2006 du 16e district congressionnel de New York | Élection de 2006 du 16e district congressionnel de New York | Élection de 2006 du 16e district congressionnel de New York | Élection de 2006 du 16e district congressionnel de New York |
| ----------------------------------------------------------- | ----------------------------------------------------------- | ----------------------------------------------------------- | ----------------------------------------------------------- | ----------------------------------------------------------- |
| Parti                                                       | Parti                                                       | Candidat                                                    | Votes                                                       | %                                                           |
|                                                             | Démocrate                                                   | José E. Serrano (sortant)                                   | 56 124                                                      | 95,3                                                        |
|                                                             | Républicain                                                 | Ali Mohamed                                                 | 2 759                                                       | 4,7                                                         |
| Total des votes                                             | Total des votes                                             | Total des votes                                             | 58 883                                                      | 100 %                                                       |
|                                                             | Les Démocrates conservent                                   |                                                             |                                                             |                                                             |

### 2008
| Élection de 2008 du 16e district congressionnel de New York | Élection de 2008 du 16e district congressionnel de New York | Élection de 2008 du 16e district congressionnel de New York | Élection de 2008 du 16e district congressionnel de New York | Élection de 2008 du 16e district congressionnel de New York |
| ----------------------------------------------------------- | ----------------------------------------------------------- | ----------------------------------------------------------- | ----------------------------------------------------------- | ----------------------------------------------------------- |
| Parti                                                       | Parti                                                       | Candidat                                                    | Votes                                                       | %                                                           |
|                                                             | Démocrate                                                   | José E. Serrano (sortant)                                   | 127 179                                                     | 96,6                                                        |
|                                                             | Républicain                                                 | Ali Mohamed                                                 | 4 488                                                       | 3,4                                                         |
| Total des votes                                             | Total des votes                                             | Total des votes                                             | 131 667                                                     | 100 %                                                       |
|                                                             | Les Démocrates conservent                                   |                                                             |                                                             |                                                             |

### 2010
| Élection de 2004 du 16e district congressionnel de New York | Élection de 2004 du 16e district congressionnel de New York | Élection de 2004 du 16e district congressionnel de New York | Élection de 2004 du 16e district congressionnel de New York | Élection de 2004 du 16e district congressionnel de New York |
| ----------------------------------------------------------- | ----------------------------------------------------------- | ----------------------------------------------------------- | ----------------------------------------------------------- | ----------------------------------------------------------- |
| Parti                                                       | Parti                                                       | Candidat                                                    | Votes                                                       | %                                                           |
|                                                             | Démocrate                                                   | José E. Serrano (sortant)                                   | 61 642                                                      | 95,7                                                        |
|                                                             | Républicain                                                 | Frank Della Valle                                           | 2 758                                                       | 4,3                                                         |
| Total des votes                                             | Total des votes                                             | Total des votes                                             | 64 400                                                      | 100 %                                                       |
|                                                             | Les Démocrates conservent                                   |                                                             |                                                             |                                                             |

### 2012
| Élection de 2012 du 16e district congressionnel de New York | Élection de 2012 du 16e district congressionnel de New York | Élection de 2012 du 16e district congressionnel de New York | Élection de 2012 du 16e district congressionnel de New York | Élection de 2012 du 16e district congressionnel de New York |
| ----------------------------------------------------------- | ----------------------------------------------------------- | ----------------------------------------------------------- | ----------------------------------------------------------- | ----------------------------------------------------------- |
| Parti                                                       | Parti                                                       | Candidat                                                    | Votes                                                       | %                                                           |
|                                                             | Démocrate                                                   | Eliot Engel (sortant)                                       | 179 562                                                     | 75,9                                                        |
|                                                             | Républicain                                                 | Joseph McLaughlin                                           | 53 935                                                      | 22,8                                                        |
|                                                             | Vert                                                        | Joseph Diaferia                                             | 2 974                                                       | 1,3                                                         |
| Total des votes                                             | Total des votes                                             | Total des votes                                             | 236 553                                                     | 100 %                                                       |
|                                                             | Les Démocrates conservent                                   |                                                             |                                                             |                                                             |

### 2014
| Élection de 2014 du 16e district congressionnel de New York | Élection de 2014 du 16e district congressionnel de New York | Élection de 2014 du 16e district congressionnel de New York | Élection de 2014 du 16e district congressionnel de New York | Élection de 2014 du 16e district congressionnel de New York |
| ----------------------------------------------------------- | ----------------------------------------------------------- | ----------------------------------------------------------- | ----------------------------------------------------------- | ----------------------------------------------------------- |
| Parti                                                       | Parti                                                       | Candidat                                                    | Votes                                                       | %                                                           |
|                                                             | Démocrate                                                   | Eliot Engel (sortant)                                       | 99 658                                                      | 99,3                                                        |
|                                                             | Write-In                                                    | Write-In                                                    | 733                                                         | 0,7                                                         |
| Total des votes                                             | Total des votes                                             | Total des votes                                             | 100 391                                                     | 100 %                                                       |
|                                                             | Les Démocrates conservent                                   |                                                             |                                                             |                                                             |

### 2016
| Élection de 2016 du 16e district congressionnel de New York | Élection de 2016 du 16e district congressionnel de New York | Élection de 2016 du 16e district congressionnel de New York | Élection de 2016 du 16e district congressionnel de New York | Élection de 2016 du 16e district congressionnel de New York |
| ----------------------------------------------------------- | ----------------------------------------------------------- | ----------------------------------------------------------- | ----------------------------------------------------------- | ----------------------------------------------------------- |
| Parti                                                       | Parti                                                       | Candidat                                                    | Votes                                                       | %                                                           |
|                                                             | Démocrate                                                   | Eliot Engel (sortant)                                       | 209 857                                                     | 94,7                                                        |
|                                                             | Indépendant                                                 | Derickson Lawrence                                          | 11 825                                                      | 5,3                                                         |
| Total des votes                                             | Total des votes                                             | Total des votes                                             | 221 682                                                     | 100 %                                                       |
|                                                             | Les Démocrates conservent                                   |                                                             |                                                             |                                                             |

### 2018
| Élection de 2018 du 16e district congressionnel de New York | Élection de 2018 du 16e district congressionnel de New York | Élection de 2018 du 16e district congressionnel de New York | Élection de 2018 du 16e district congressionnel de New York | Élection de 2018 du 16e district congressionnel de New York |
| ----------------------------------------------------------- | ----------------------------------------------------------- | ----------------------------------------------------------- | ----------------------------------------------------------- | ----------------------------------------------------------- |
| Parti                                                       | Parti                                                       | Candidat                                                    | Votes                                                       | %                                                           |
|                                                             | Démocrate                                                   | Eliot Engel (sortant)                                       | 182 044                                                     | 100                                                         |
|                                                             | Les Démocrates conservent                                   |                                                             |                                                             |                                                             |

### 2020
| Élection de 2020 du 16e district congressionnel de New York | Élection de 2020 du 16e district congressionnel de New York | Élection de 2020 du 16e district congressionnel de New York | Élection de 2020 du 16e district congressionnel de New York | Élection de 2020 du 16e district congressionnel de New York |
| ----------------------------------------------------------- | ----------------------------------------------------------- | ----------------------------------------------------------- | ----------------------------------------------------------- | ----------------------------------------------------------- |
| Parti                                                       | Parti                                                       | Candidat                                                    | Votes                                                       | %                                                           |
|                                                             | Démocrate                                                   | Jamaal Bowman                                               | 218 471                                                     | 84,2                                                        |
|                                                             | Conservateur (en)                                           | Patrick McManus                                             | 41 085                                                      | 15,8                                                        |
| Total des votes                                             | Total des votes                                             | Total des votes                                             | 259 556                                                     | 100 %                                                       |
|                                                             | Les Démocrates conservent                                   |                                                             |                                                             |                                                             |

### 2022
La Primaire Républicaine a été annulée. John Ciampoli avance donc vers l'Élection Générale.
| Primaire Démocrate de 2022 du 16e district congressionnel de New York | Primaire Démocrate de 2022 du 16e district congressionnel de New York | Primaire Démocrate de 2022 du 16e district congressionnel de New York | Primaire Démocrate de 2022 du 16e district congressionnel de New York | Primaire Démocrate de 2022 du 16e district congressionnel de New York |
| --------------------------------------------------------------------- | --------------------------------------------------------------------- | --------------------------------------------------------------------- | --------------------------------------------------------------------- | --------------------------------------------------------------------- |
| Parti                                                                 | Parti                                                                 | Candidat                                                              | Votes                                                                 | %                                                                     |
|                                                                       | Démocrate                                                             | Jamaal Bowman (sortant)                                               | 21 643                                                                | 54,4                                                                  |
|                                                                       | Démocrate                                                             | Vedat Gashi                                                           | 10 009                                                                | 25,1                                                                  |
|                                                                       | Démocrate                                                             | Catherine Parker                                                      | 7 503                                                                 | 18,9                                                                  |
|                                                                       | Démocrate                                                             | Mark Jaffe                                                            | 608                                                                   | 1,5                                                                   |

| Élection de 2022 du 16e district congressionnel de New York | Élection de 2022 du 16e district congressionnel de New York | Élection de 2022 du 16e district congressionnel de New York | Élection de 2022 du 16e district congressionnel de New York | Élection de 2022 du 16e district congressionnel de New York |
| ----------------------------------------------------------- | ----------------------------------------------------------- | ----------------------------------------------------------- | ----------------------------------------------------------- | ----------------------------------------------------------- |
| Parti                                                       | Parti                                                       | Candidat                                                    | Votes                                                       | %                                                           |
|                                                             | Démocrate                                                   | Jamaal Bowman (sortant)                                     | 133 567                                                     | 64,2                                                        |
|                                                             | Républicain                                                 | Miriam Flisser                                              | 74 156                                                      | 35,7                                                        |
|                                                             | Write-In                                                    | Write-In                                                    | 205                                                         | 0,1                                                         |
| Total des votes                                             | Total des votes                                             | Total des votes                                             | 207 928                                                     | 100 %                                                       |
|                                                             | Les Démocrates conservent                                   |                                                             |                                                             |                                                             |

### 2024
La Primaire Républicaine a été annulée. Miriam Flisser (R) avance vers l'Élection Générale.
| Primaire Démocrate de 2024 du 16e district congressionnel de New York | Primaire Démocrate de 2024 du 16e district congressionnel de New York | Primaire Démocrate de 2024 du 16e district congressionnel de New York | Primaire Démocrate de 2024 du 16e district congressionnel de New York | Primaire Démocrate de 2024 du 16e district congressionnel de New York |
| --------------------------------------------------------------------- | --------------------------------------------------------------------- | --------------------------------------------------------------------- | --------------------------------------------------------------------- | --------------------------------------------------------------------- |
| Parti                                                                 | Parti                                                                 | Candidat                                                              | Votes                                                                 | %                                                                     |
|                                                                       | Démocrate                                                             | George Latimer                                                        | 45 909                                                                | 58,6                                                                  |
|                                                                       | Démocrate                                                             | Jamaal Bowman (sortant)                                               | 32 440                                                                | 41,4                                                                  |

| Élection de 2024 du 16e district congressionnel de New York | Élection de 2024 du 16e district congressionnel de New York | Élection de 2024 du 16e district congressionnel de New York | Élection de 2024 du 16e district congressionnel de New York | Élection de 2024 du 16e district congressionnel de New York |
| ----------------------------------------------------------- | ----------------------------------------------------------- | ----------------------------------------------------------- | ----------------------------------------------------------- | ----------------------------------------------------------- |
| Parti                                                       | Parti                                                       | Candidat                                                    | Votes                                                       | %                                                           |
|                                                             | Démocrate                                                   | George Latimer                                              | TBD                                                         | TBD                                                         |
|                                                             | Républicain                                                 | Miriam Flisser                                              | TBD                                                         | TBD                                                         |
| Total des votes                                             | Total des votes                                             | Total des votes                                             | TBD                                                         | 100 %                                                       |
|                                                             |                                                             |                                                             |                                                             |                                                             |